# Willingen (Rhénanie-Palatinat)
Pour l’article homonyme, voir Willingen (Upland).
Willingen est une municipalité de la Verbandsgemeinde de Rennerod, dans l'arrondissement de Westerwald, en Rhénanie-Palatinat, dans l'ouest de l'Allemagne.